# Drymarchon corais
Drymarchon corais — вид змій родини вужеві (Colubridae).

## Поширення
Змія зустрічається у  Центральній та  Південній Америці. Широко поширений від Південної Мексики до  Болівії та  Парагваю.

## Опис
Змія сягає до 280 см. Тіло пурпурово-чорного забарвлення, що переливається на сонячному світлі. Змія має невелику кількість отрути, що нешкідливою для людей, але небезпечною для дрібних ссавців та птахів.

## Спосіб життя
Його раціон складається з птахів, дрібних ссавців, черепах, земноводних, ящірок, іноді поїдає яйця, дрібні отруйні змії тощо. Зазвичай душить свою здобич сильно притиснувши її до землі.

## Підвиди
- D. c. corais
- D. c. erebennus
- D. c. margaritae
- D. c. orizabensis
- D. c. rubidus
- D. c. unicolor